# Aesiotyche favosa
Aesiotyche favosa är en skalbaggsart som beskrevs av Francis Polkinghorne Pascoe 1865. Aesiotyche favosa ingår i släktet Aesiotyche och familjen långhorningar. Inga underarter finns listade i Catalogue of Life.